# 正櫻蝦
正櫻蝦（學名：Lucensosergia lucens），是櫻蝦科櫻蝦屬的一種蝦，台灣一般稱作櫻花蝦，台語稱作花殼仔，因為其發光特性，又稱作發光櫻蝦、發光正櫻蝦、晶瑩櫻蝦。而由於分佈稀有性，在台灣也常被稱為國寶蝦，在台灣與日本都是一種稀有的漁業資源，被列為東港三寶之一。

## 分佈
以往日本學者認為僅分布於日本靜岡縣駿河灣沿海以及東京灣、相模灣等地，直到1980年代，日本開始尋求櫻花蝦替代物，得知台灣東港漁港有此漁獲，經日本學者大森信等人確定與日本為同種，之後陸續研究，除屏東縣小琉球以及東港鎮到枋山鄉沿岸外、在宜蘭縣蘇澳、龜山島、花蓮縣長濱、石梯、新城及台東縣大武、成功一帶海域也有發現。
2000年，俄羅斯學者Vereshchaka分析丹麥研究船在1930年至1982年採集的標本後，發現在新幾內亞西北海域、婆羅洲西北海域以及菲律賓呂宋島中西部海域也有採集紀錄，正確的分佈範圍目前仍不明。

## 特徵與生態
成蝦身長約40（1.6英寸），全身佈滿160個左右的發光器及紅色素，呈現半透明紅色。台灣西南沿海的族群，棲息在水深約150公尺、含有大量泥沙的海底峽谷地形，成蝦會每日洄游，在日落前開始上浮，並在夜間攝食磷蝦等浮游動物，日出後即下潛，生命周期約15個月，卵孵化後10至12個月成熟，產卵後2至3個月死亡，全年均會產卵。

## 漁業

### 台灣
主要在東港漁港附近沿海的大坪、港口、孔角、大寮、三崙尾等5個海域進行捕撈，歷史可回溯到1950年代，但早期僅為捕撈底棲魚類時的混獲物。1982年，日本開始以每公斤320至350台幣的高價收購乾燥櫻花蝦，因而促成東港專業捕撈櫻花蝦漁業的發展，1993年成立櫻花蝦產銷班，並開始逐步制定作業規範及捕撈限制，夏季6至10月禁止捕撈，改捕撈相似種之中型毛蝦以彌補空窗期。在東港，黑鮪魚、櫻花蝦、油魚子三種高經濟漁獲被合稱為「東港三寶」，但約有九成都是外銷日本，僅有1成內銷，年漁獲量最高曾達到2,000公噸（2,000長噸；2,200短噸），但經過評估後，目前以每年不超過900公噸（890長噸；990短噸）為上限。
宜蘭地區自1996年在龜山島海域發現櫻花蝦族群後，在2005年亦制定相關規範開捕撈，以宜蘭大溪漁港為主要作業地，目前年漁獲量僅約300公噸（300長噸；330短噸）。

### 日本
至少自1894年起便有捕撈紀錄，僅在駿河湾海域開放捕撈，僅在3至6月、10至12月分兩季捕撈，並對捕撈之方式做相當大的限制，漁獲量在1967年曾達到8,344公噸（8,212長噸；9,198短噸）的最高紀錄，1970-1995年間平均漁獲量約3,200公噸（3,100長噸；3,500短噸），但自1997年後，年漁獲量已降到850公噸（840長噸；940短噸）以下。

## 食用

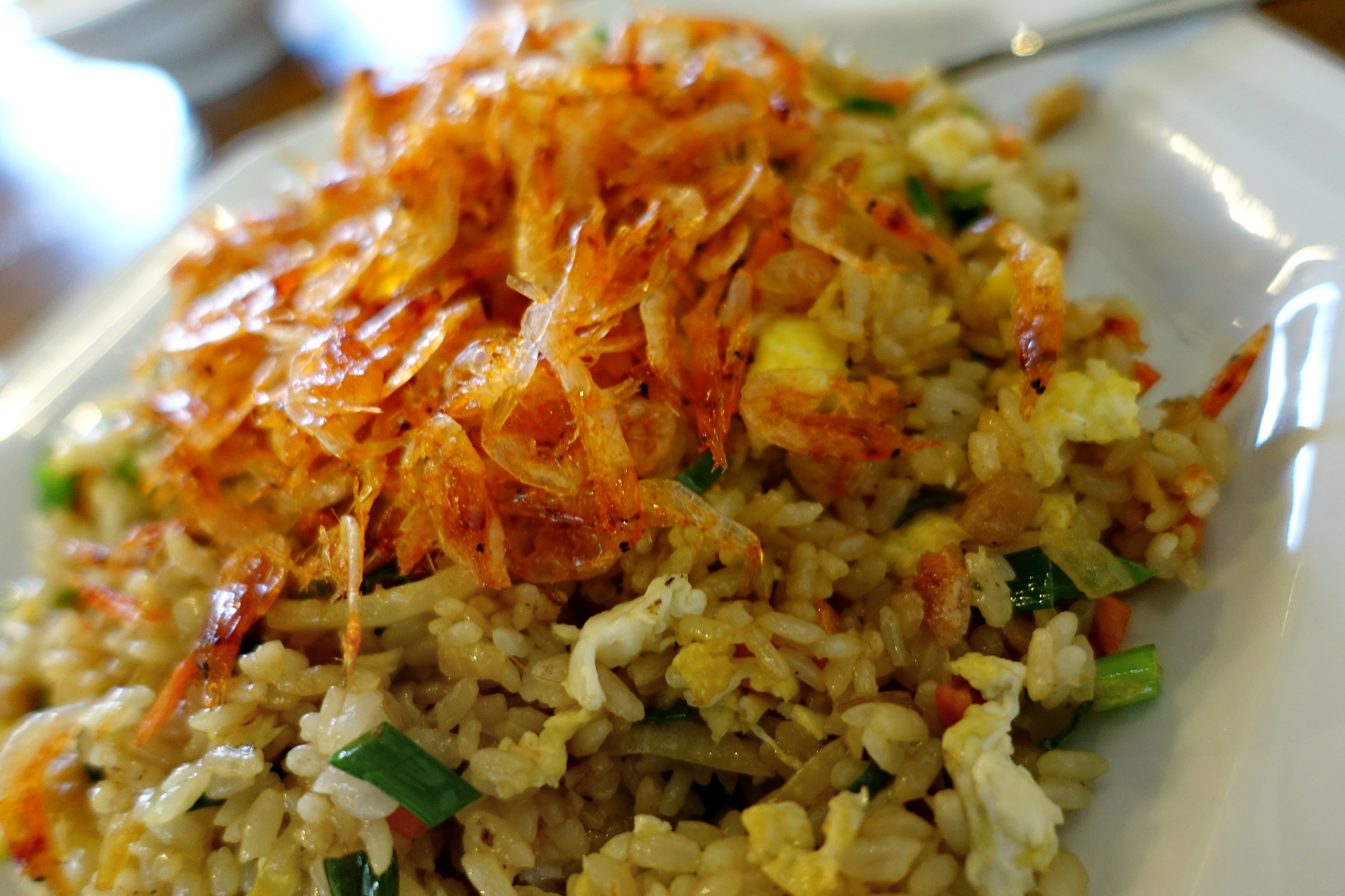
櫻花蝦炒飯

台灣並無食用新鮮櫻花蝦的習慣，大多是製成櫻花蝦乾。料理上通常以快炒爆香方式激發香味，如櫻花蝦炒飯，或是添加在其他菜餚中增加鮮味，也有當成零食食用櫻花蝦乾的方式。

## 擬人化
屏東縣政府和希萌創意合作，將東港三寶之一的「櫻花蝦」擬人化代言東港黑鮪魚文化觀光季，並名為「絢櫻」，意指櫻花蝦的顏色如絢爛綻放的櫻花。